# Civaux
Civaux est une commune du Centre-Ouest de la France, située dans le département de la Vienne en région Nouvelle-Aquitaine. La commune abrite une unité de production d'électricité, la centrale nucléaire de Civaux.
Ses habitants sont appelés les Civaliens ou les Civausiens.

## Géographie

### Localisation
Civaux est située en bordure de la Vienne, dans le sud-est du département de la Vienne.
Elle est située à 45 minutes du Futuroscope.
La commune est proche du parc naturel régional de la Brenne.

### Communes limitrophes
|           | Valdivienne |                     |
| Lhommaizé | Civaux      | Chapelle-Viviers    |
| Verrières | Mazerolles  | Lussac-les-Châteaux |

### Hydrographie
La commune est traversée par 5,7 km de cours d'eau dont les principaux sont la Vienne sur une longueur de 4,2 km et Le Goberté sur une longueur de 1,2 km.

### Climat
Pour des articles plus généraux, voir Climat de la Nouvelle-Aquitaine et Climat de la Vienne.
Historiquement, la commune est exposée à un climat océanique du nord-ouest.  
En 2020, Météo-France publie une typologie des climats de la France métropolitaine dans laquelle la commune est exposée à un climat océanique altéré et est dans la région climatique Poitou-Charentes, caractérisée par un bon ensoleillement, particulièrement en été et des vents modérés.
Pour la période 1971-2000, la température annuelle moyenne est de 11,9 °C, avec une amplitude thermique annuelle de 14,9 °C. Le cumul annuel moyen de précipitations est de 762 mm, avec 11,1 jours de précipitations en janvier et 6,6 jours en juillet. Pour la période 1991-2020, la température moyenne annuelle observée sur la station météorologique la plus proche, située sur la commune de Montmorillon à 15,82 km à vol d'oiseau, est de 0,0 °C et le cumul annuel moyen de précipitations est de 0,0 mm,. Pour l'avenir, les paramètres climatiques de la commune estimés pour 2050 selon différents scénarios d’émission de gaz à effet de serre sont consultables sur un site dédié publié par Météo-France en novembre 2022.

### Voies de communication et transports
Les gares et les halte ferroviaires les plus proches du village sont :
- la gare de Lussac-les-Châteaux à 5,9 km,
- la gare de Montmorillon à 16,2 km,
- la gare de Mignaloux - Nouaillé à 21,6 km,
- la halte de Ligugé à 26,9 km
- la gare de Lathus à 25,7 km.

Les aéroports les plus proches de la commune sont :
- aéroport de Poitiers-Biard à 32 km,
- aérodrome de Niort - Marais Poitevin à 83 km.
- aéroport de Limoges-Bellegarde à 76 km.

## Urbanisme

### Typologie
Au 1er janvier 2024, Civaux est catégorisée commune rurale à habitat dispersé, selon la nouvelle grille communale de densité à sept niveaux définie par l'Insee en 2022.
Elle est située hors unité urbaine. Par ailleurs la commune fait partie de l'aire d'attraction de Poitiers, dont elle est une commune de la couronne,. Cette aire, qui regroupe 97 communes, est catégorisée dans les aires de 200 000 à moins de 700 000 habitants,.

### Occupation des sols
L'occupation des sols de la commune, telle qu'elle ressort de la base de données européenne d’occupation biophysique des sols Corine Land Cover (CLC), est marquée par l'importance des territoires agricoles (69,6 % en 2018), en diminution par rapport à 1990 (70,4 %). La répartition détaillée en 2018 est la suivante : 
terres arables (27,7 %), zones agricoles hétérogènes (24 %), prairies (17,8 %), forêts (17,7 %), zones industrielles ou commerciales et réseaux de communication (7,7 %), eaux continentales (2,2 %), zones urbanisées (2 %), mines, décharges et chantiers (0,9 %). L'évolution de l’occupation des sols de la commune et de ses infrastructures peut être observée sur les différentes représentations cartographiques du territoire : la carte de Cassini (XVIIIe siècle), la carte d'état-major (1820-1866) et les cartes ou photos aériennes de l'IGN pour la période actuelle (1950 à aujourd'hui).

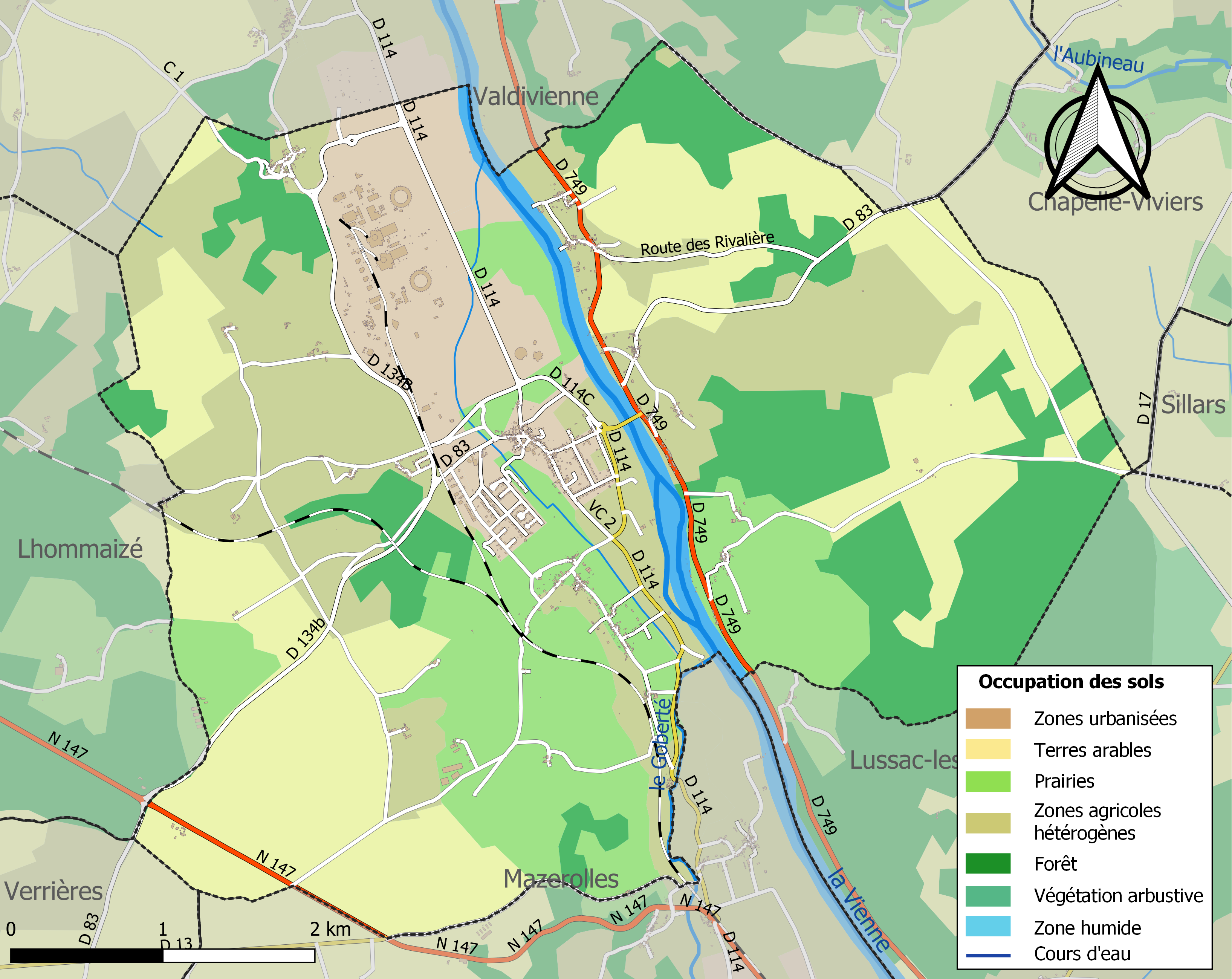
Carte des infrastructures et de l'occupation des sols de la commune en 2018 (CLC).

### Risques majeurs
Le territoire de la commune de Civaux est vulnérable à différents aléas naturels : météorologiques (tempête, orage, neige, grand froid, canicule ou sécheresse), inondations, feux de forêts, mouvements de terrains et séisme (sismicité faible). Il est également exposé à trois risques technologiques,  le transport de matières dangereuses et la rupture d'un barrage et le risque nucléaire. Un site publié par le BRGM permet d'évaluer simplement et rapidement les risques d'un bien localisé soit par son adresse soit par le numéro de sa parcelle.

#### Risques naturels
Certaines parties du territoire communal sont susceptibles d’être affectées par le risque d’inondation par débordement de cours d'eau, notamment la Vienne et le Goberté. La commune a été reconnue en état de catastrophe naturelle au titre des dommages causés par les inondations et coulées de boue survenues en 1982, 1983, 1993, 1995, 1999 et 2010,. Le risque inondation est pris en compte dans l'aménagement du territoire de la commune par le biais du plan de prévention des risques inondation (PPRI) de la « vallée de la Vienne "amont" - Section Availles-Limouzine/Valdivienne », approuvé le 24 décembre 2009 et par le PPRI « Vienne Communauté de Communes Vienne et Gartempe (CCVG) », prescrit le 28 janvier 2021.
Civaux est exposée au risque de feu de forêt. En 2014, le deuxième plan départemental de protection des forêts contre les incendies (PDPFCI) a été adopté pour la période 2015-2024. Les obligations légales de débroussaillement dans le département sont définies dans un arrêté préfectoral du 29 mai 2015,, celles relatives à l'emploi du feu et au brûlage des déchets verts le sont dans un arrêté permanent du 24 mai 2015,.

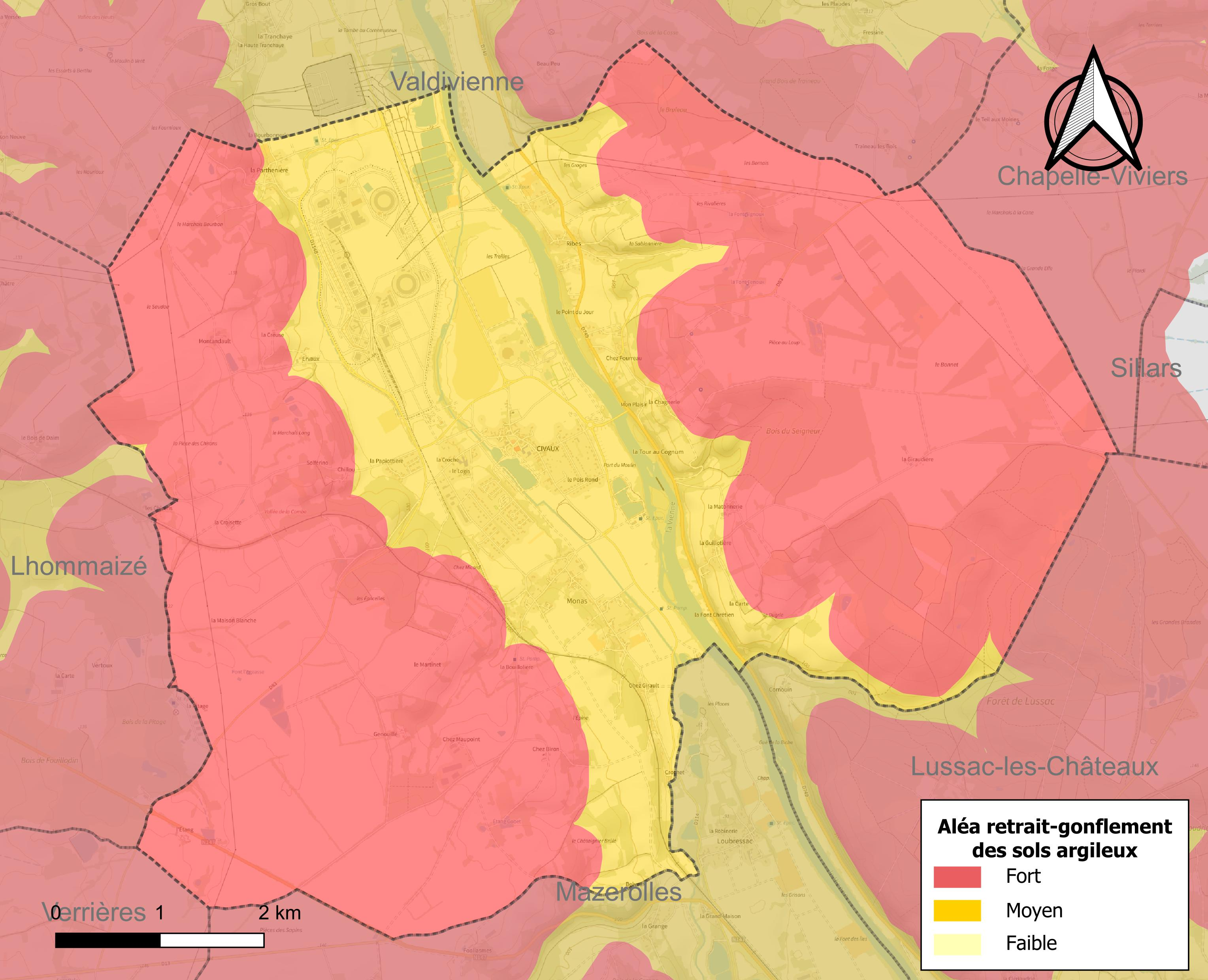
Carte des zones d'aléa retrait-gonflement des sols argileux de Civaux.

Les mouvements de terrains susceptibles de se produire sur la commune sont des affaissements et effondrements liés aux cavités souterraines (hors mines) et des tassements différentiels. Afin de mieux appréhender le risque d’affaissement de terrain, un inventaire national permet de localiser les éventuelles cavités souterraines sur la commune. Le retrait-gonflement des sols argileux est susceptible d'engendrer des dommages importants aux bâtiments en cas d’alternance de périodes de sécheresse et de pluie. La totalité de la commune est en aléa moyen ou fort (79,5 % au niveau départemental et 48,5 % au niveau national). Depuis le 1er octobre 2020, en application de la loi ÉLAN, différentes contraintes s'imposent aux vendeurs, maîtres d'ouvrages ou constructeurs de biens situés dans une zone classée en aléa moyen ou fort,.
La commune a été reconnue en état de catastrophe naturelle au titre des dommages causés par des mouvements de terrain en 1999 et 2010.

#### Risques technologiques
La commune est en outre située en aval des barrages de Lavaud-Gelade et de Vassivière dans la Creuse, des ouvrages de classe A. À ce titre elle est susceptible d’être touchée par l’onde de submersion consécutive à la rupture d'un de ces ouvrages.
La commune étant située dans le périmètre du plan particulier d'intervention (PPI) de 20 km autour de la centrale nucléaire de Civaux, elle est exposée au risque nucléaire. En cas d'accident nucléaire, une alerte est donnée par différents médias (sirène, sms, radio, véhicules). Dès l'alerte, les personnes habitant dans le périmètre de 2 km se mettent à l'abri. Les personnes habitant dans le périmètre de 20 km peuvent être amenées, sur ordre du préfet, à évacuer et ingérer des comprimés d’iode stable,,.

## Politique et administration

### Intercommunalité
La commune de Civaux fait, depuis 1793, partie du département de la Vienne, du district puis de l'arrondissement de Montmorillon, et du canton de Lussac devenu en 1801 Lussac-les-Châteaux.
Depuis le 1er janvier 2013, Civaux appartient à la communauté de communes du Lussacois.
Depuis 2015, Civaux est dans le canton de Lussac-les-Châteaux (No 10) du département de la Vienne. Avant la réforme des départements, Civaux était dans le canton No 14 de Lussac- les-Châteaux dans la 3e circonscription.

### Liste des maires
| Période                                  | Période   | Identité             | Étiquette | Qualité |
| ---------------------------------------- | --------- | -------------------- | --------- | --- |
| mars 2001                                | mars 2020 | Hervé Jaspart        | DVD       | Retraité |
| mars 2020                                | En cours  | Marie-Renée Desroses | DVD       | Employée de banque Conseillère départementale du Canton de Lussac-les-Châteaux (depuis 2015) Vice-Présidente du Conseil départemental de la Vienne |
| Les données manquantes sont à compléter. |           |                      |           | |

### Finances communales
Civaux bénéficie des retombées financières et économiques de la présence de la centrale nucléaire qui a permis d'installer des équipements d'un niveau peu habituel dans une petite commune.

## Toponymie
Le nom de la localité est attesté sous les formes [vicaria] Exidualinsis en 862, [vic.] Sicvalensis 963 - 964, [vi.] Exivalis vers 970, Sicvallis en 992, [de] Sivallis en 1007.
Il s'agit d'une formation toponymique gauloise difficile à analyser. Le premier élément Exid- de forme (*exito [?])) et de sens inconnu, semble se retrouver dans Exideuil (Charente) et Excideuil (Dordogne) et Issudel (Lot, Puy-l'Évêque, Exidolio XIVe siècle), dont la terminaison -euil / -el représente l'appellatif gaulois ialon « clairière, village ». Jean-Marie Cassagne et Mariola Korsak interprètent exito, qu'ils citent sans astérisque, comme un mot gaulois signifiant « champ ».
Le second élément -ual- [val-] ne connait pas non plus d'explication convaincante. Par aphérèse, le nom est devenu Sitval- (noté Sicval-), d'où la forme moderne notée Civaux, la forme -vaux étant liée à l'attraction du pluriel de val « vallée, vallon », c'est-à-dire vaux conservé par exemple dans l'expression par monts et par vaux.

## Population et société

### Démographie
L'évolution du nombre d'habitants est connue à travers les recensements de la population effectués dans la commune depuis 1793. Pour les communes de moins de 10 000 habitants, une enquête de recensement portant sur toute la population est réalisée tous les cinq ans, les populations de référence des années intermédiaires étant quant à elles estimées par interpolation ou extrapolation. Pour la commune, le premier recensement exhaustif entrant dans le cadre du nouveau dispositif a été réalisé en 2008.

En 2022, la commune comptait 1 205 habitants, en évolution de +0,17 % par rapport à 2016 (Vienne : +0,6 %, France hors Mayotte : +2,11 %).
| 1793 | 1800 | 1806 | 1821 | 1831 | 1836 | 1841 | 1846 | 1851 |
| ---- | ---- | ---- | ---- | ---- | ---- | ---- | ---- | ---- |
| 743  | 616  | 756  | 873  | 860  | 909  | 914  | 950  | 964  |

| 1856 | 1861 | 1866  | 1872 | 1876 | 1881  | 1886 | 1891 | 1896 |
| ---- | ---- | ----- | ---- | ---- | ----- | ---- | ---- | ---- |
| 936  | 980  | 1 024 | 951  | 958  | 1 000 | 989  | 918  | 957  |

| 1901 | 1906 | 1911 | 1921 | 1926 | 1931 | 1936 | 1946 | 1954 |
| ---- | ---- | ---- | ---- | ---- | ---- | ---- | ---- | ---- |
| 954  | 967  | 958  | 964  | 935  | 853  | 798  | 819  | 791  |

| 1962 | 1968 | 1975 | 1982 | 1990 | 1999 | 2006 | 2008 | 2013  |
| ---- | ---- | ---- | ---- | ---- | ---- | ---- | ---- | ----- |
| 734  | 683  | 650  | 683  | 682  | 851  | 933  | 958  | 1 136 |

| 2018  | 2022  | - | - | - | - | - | - | - |
| ----- | ----- | - | - | - | - | - | - | - |
| 1 204 | 1 205 | - | - | - | - | - | - | - |

### Enseignement
La commune de Civaux dépend de l'académie de Poitiers (rectorat de Poitiers) et son école primaire publique Paul-Cézanne dépend de l'inspection académique de la Vienne. Elle comprend sept classes et accueille les enfants dès trois ans dans la section petit-moyen.

### Sports
- Un stade avec terrain d'honneur et terrain annexe.
- Des terrains de tennis.
- Un skatepark.
- Une salle omnisports (tribune de 450 places assises) avec marquage au sol pour accueillir tous les sports de salle, handball, basket-ball, volley-ball, badminton, trois terrains de tennis et une salle de danse et de gym avec miroirs.
- L'association sportive (AS) qui a pour but le développement du football, mais aussi les boules, le basket-ball, le volley-ball, le cyclisme, etc.
- Un complexe comprenant une piscine, un centre de plongée avec une fosse de 20 m de profondeur, un spa de remise en forme (Abysséa) et un bowling. Le centre aquatique Abysséa a accueilli 133 000 visiteurs en 2010, selon l'office départemental de tourisme. Le centre aquatique propose à partir de 2016 un bassin à vagues de 313 m2. Le chantier comprend également l'extension des espaces de balnéothérapie et de fitness, un nouveau toboggan, une zone réservée aux jeunes enfants et des plages. L'objectif est d'augmenter la fréquentation de cet équipement (plus de 100 000 visiteurs en 2015). La mairie est propriétaire de ces installations qui sont exploitées par la société Vert-Marine dans le cadre d'une délégation de service public.

## Économie

### Commerce
En 2018, il y a deux commerces: une boulangerie et une épicerie, un salon de coiffure, une pharmacie et une maison de santé.

### Tourisme
- Un camping avec des mobile-homes à louer (40 emplacements).
- Le musée archéologique avec des collections de la préhistoire à la fin du Moyen Âge. Le musée propose des visites guidées, des visites du patrimoine avec audioguides, des ateliers, des animations pour tous publics.

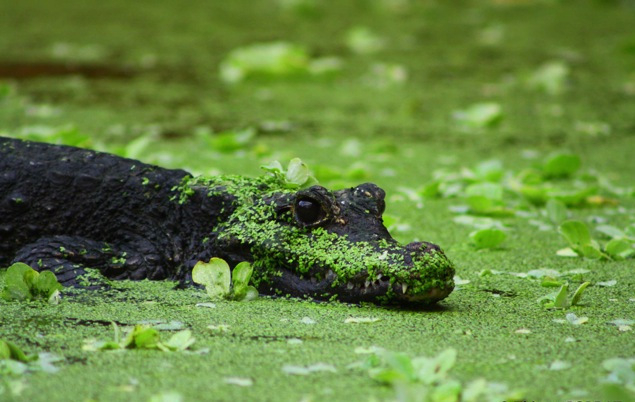
Crocodile nain du bassin d'Afrique de l'Ouest

- Terre de dragons, un parc zoologique de 10 000 m2 autour des crocodiliens.

## Culture locale et patrimoine

### Lieux et monuments

#### Patrimoine historique
- Nécropole mérovingienne classée au titre des monuments historiques en 1923[37] : la nécropole est un lieu exceptionnel et unique, près de 1.000 sarcophages sont encore en place ou forment une clôture originale.

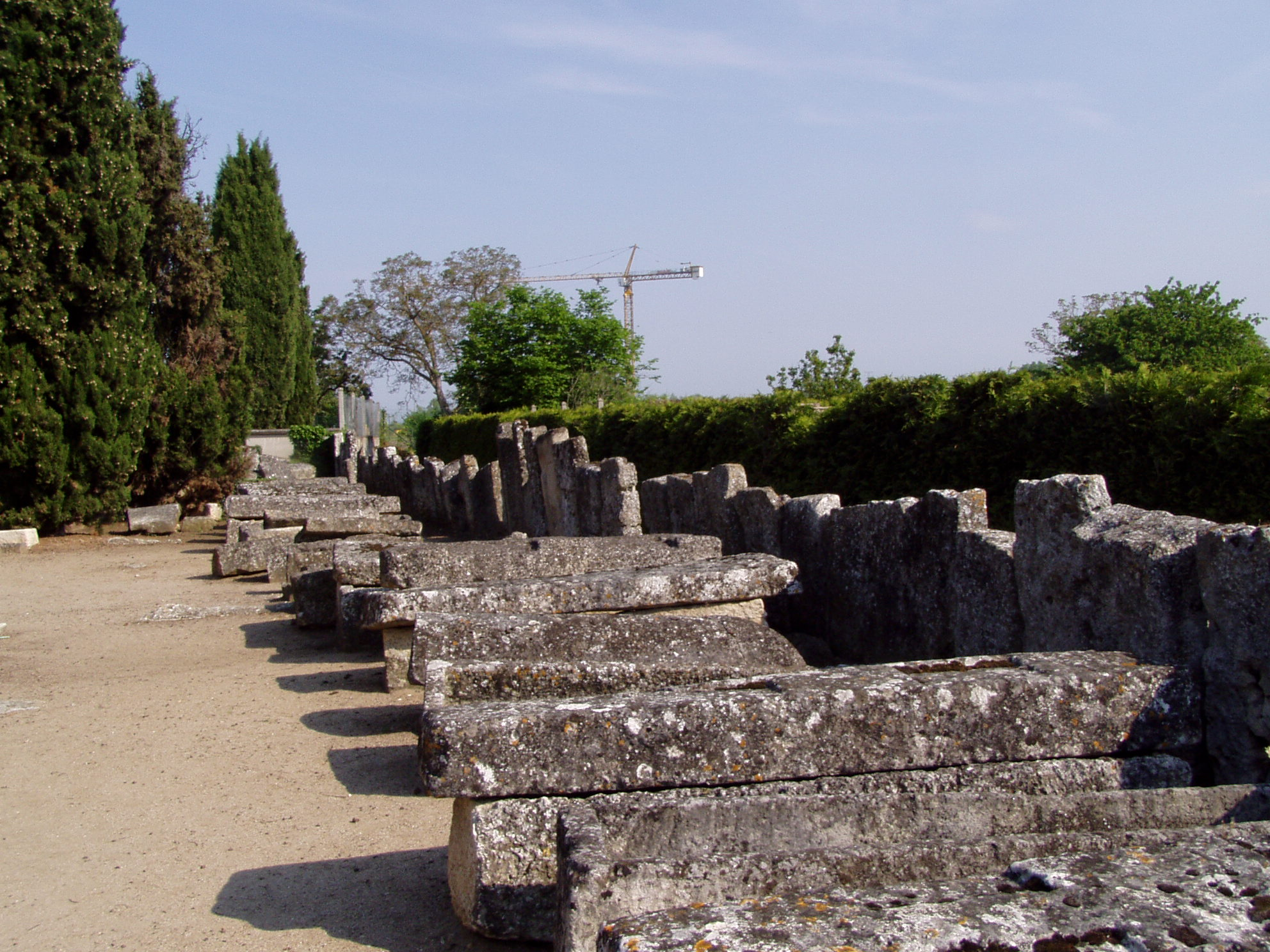
Les sarcophages et le mur de clôture.
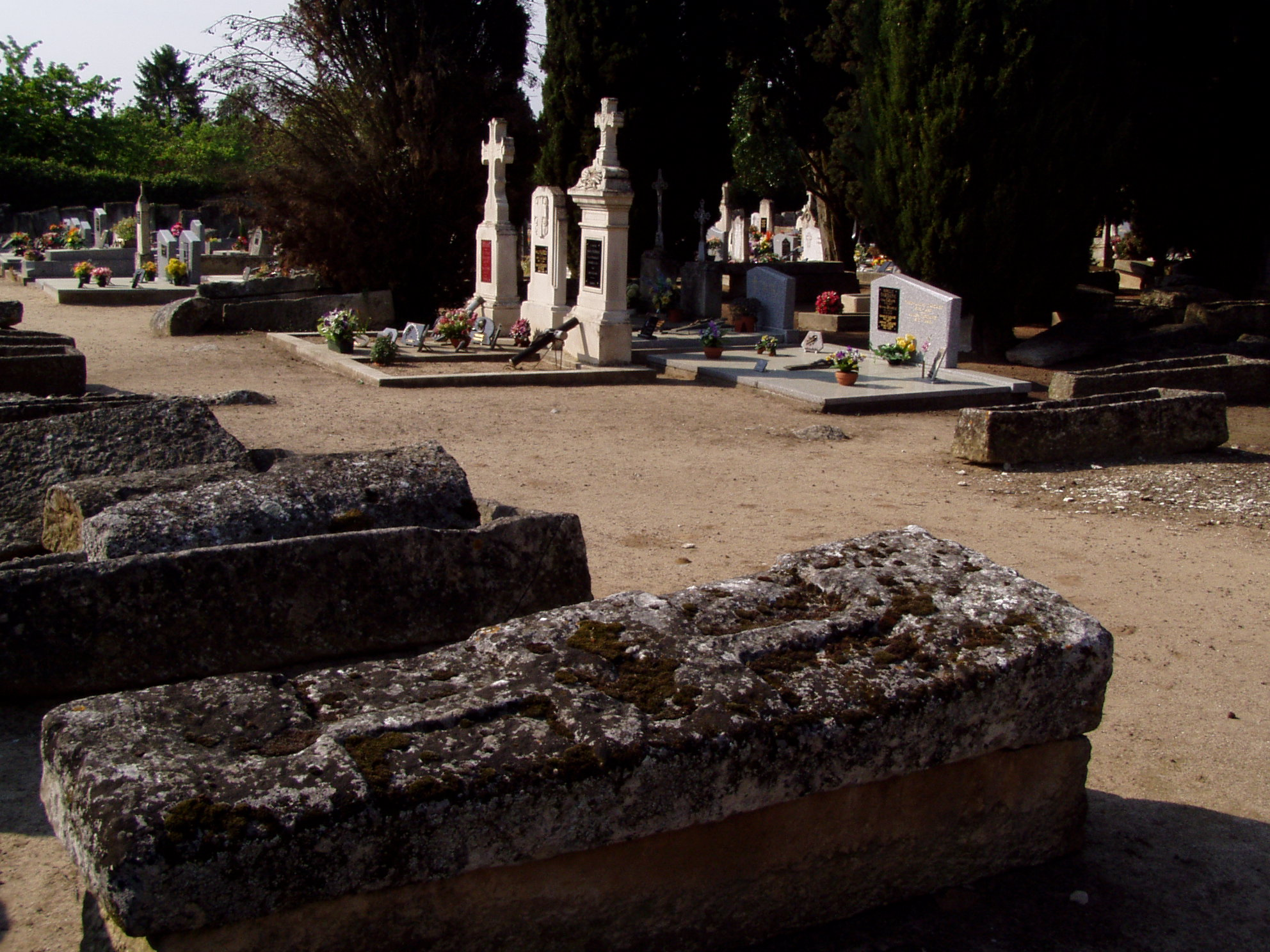
Les sarcophages au milieu des tombes récentes.
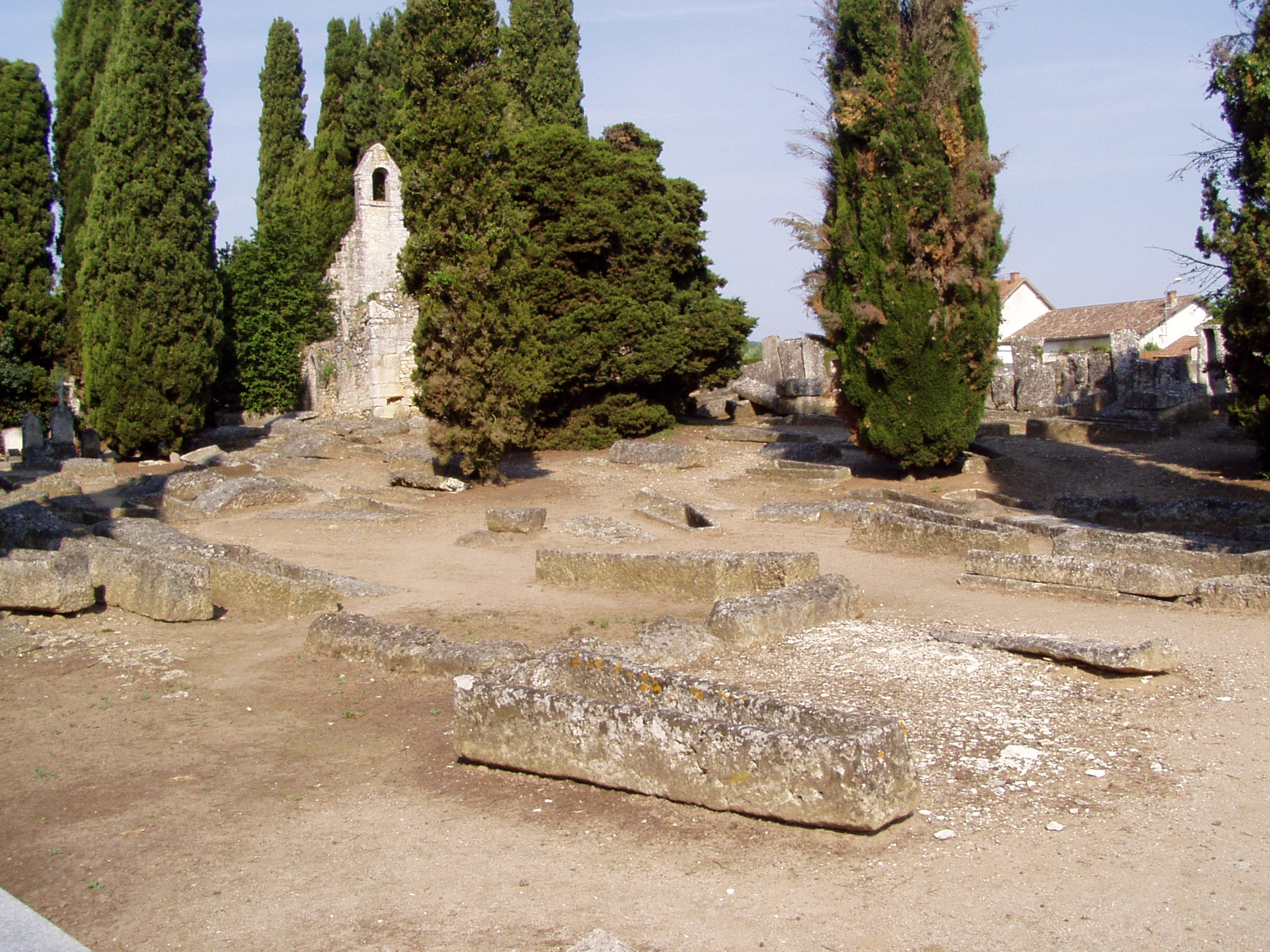
Les sarcophages ouverts et la chapelle en ruine.

#### Autres monuments
- La Tour-aux-Cognons est inscrite comme monument historique depuis 1927. C'est un donjon du 11e siècle situé face au bourg, sur la rive droite de la Vienne.
- L’église Saint-Gervais-Saint-Protais est l'une des plus anciennes de France avec son chœur (5e-9e siècles) et sa nef romane. Des chapiteaux originaux ornent l'église : le mariage, la tentation... L'édifice a été classé au titre des monuments historiques en 1913[38].

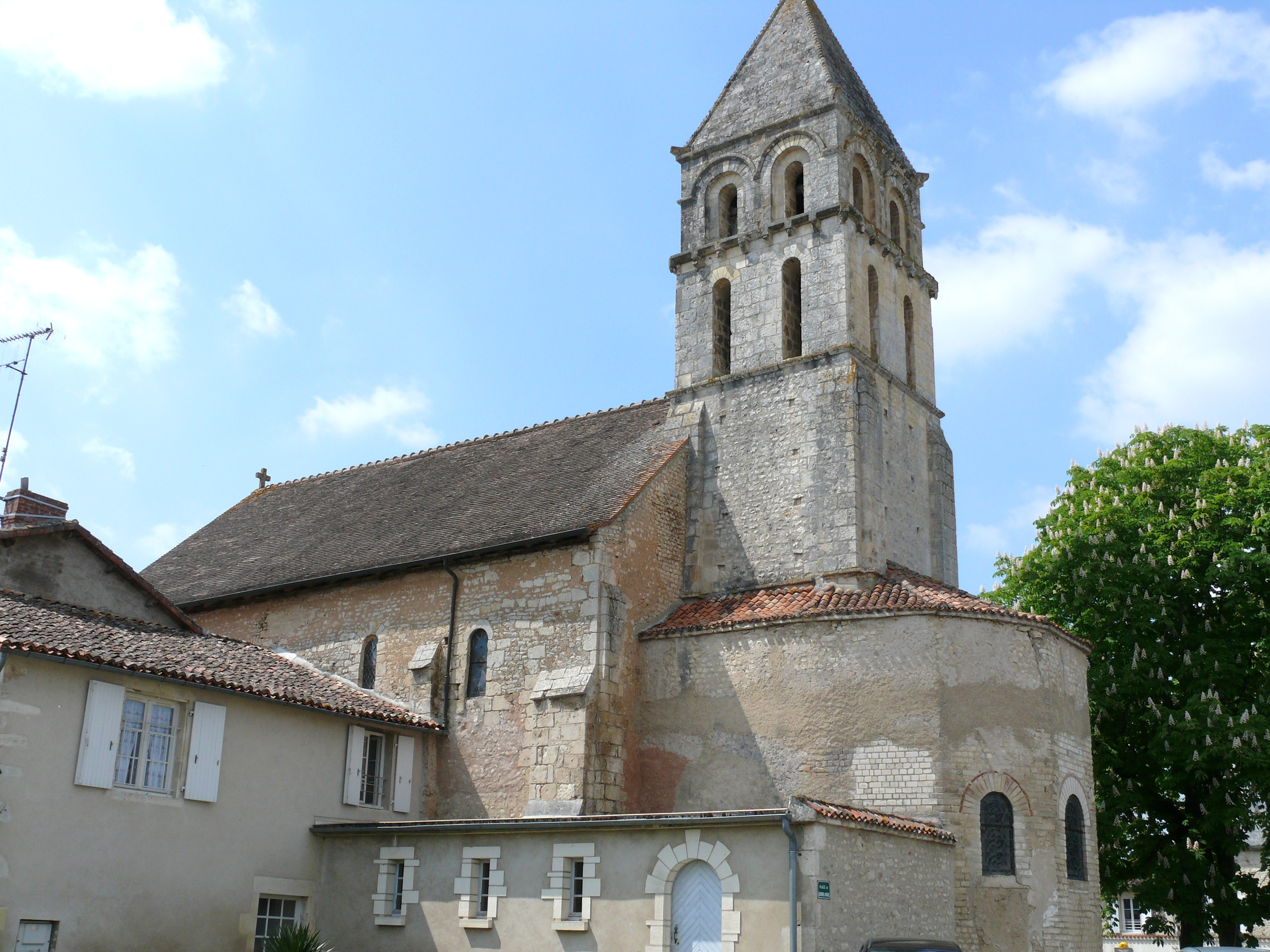
Ensemble avant destruction de la sacristie de 1957.
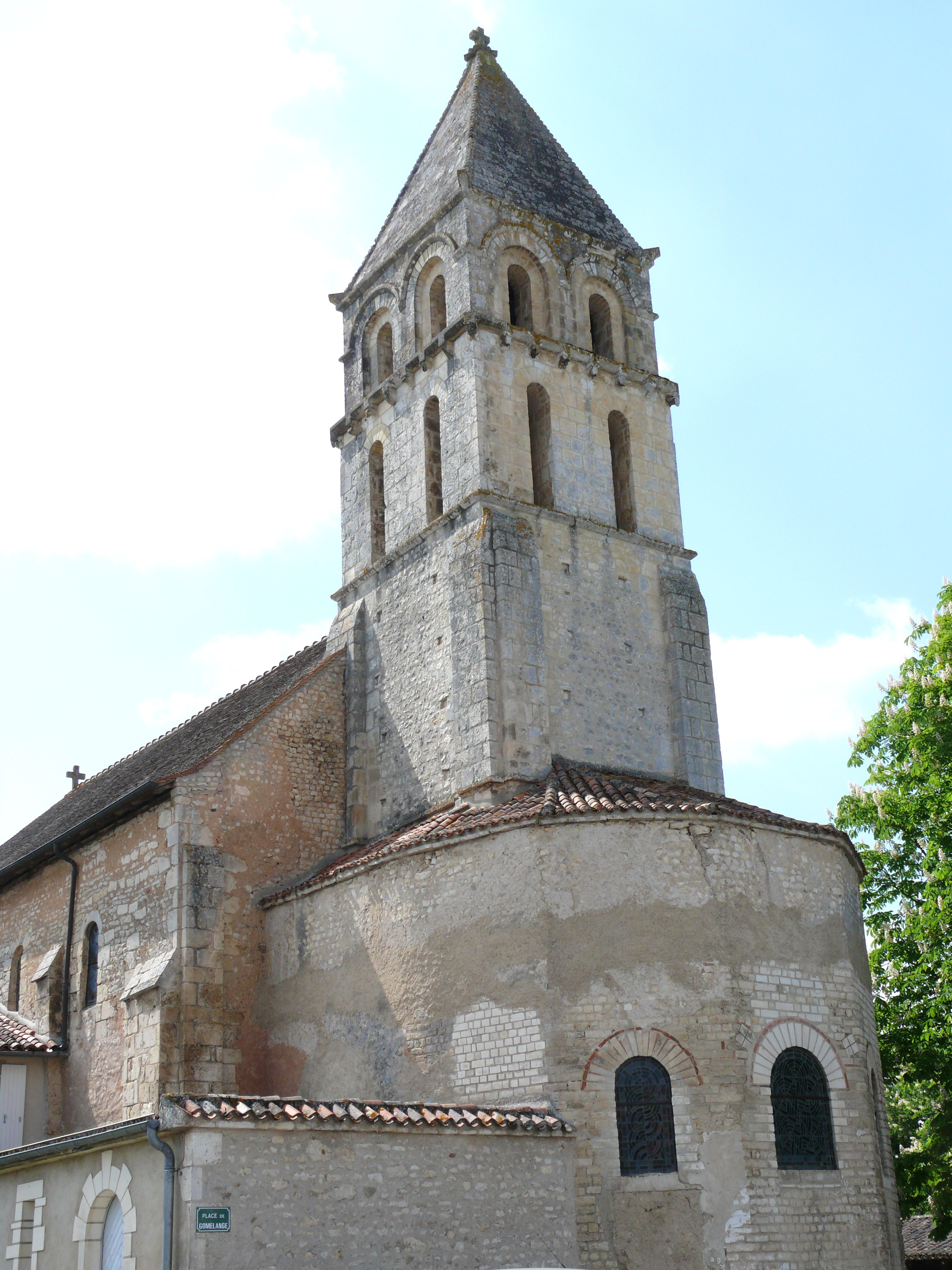
Chevet mérovingien.
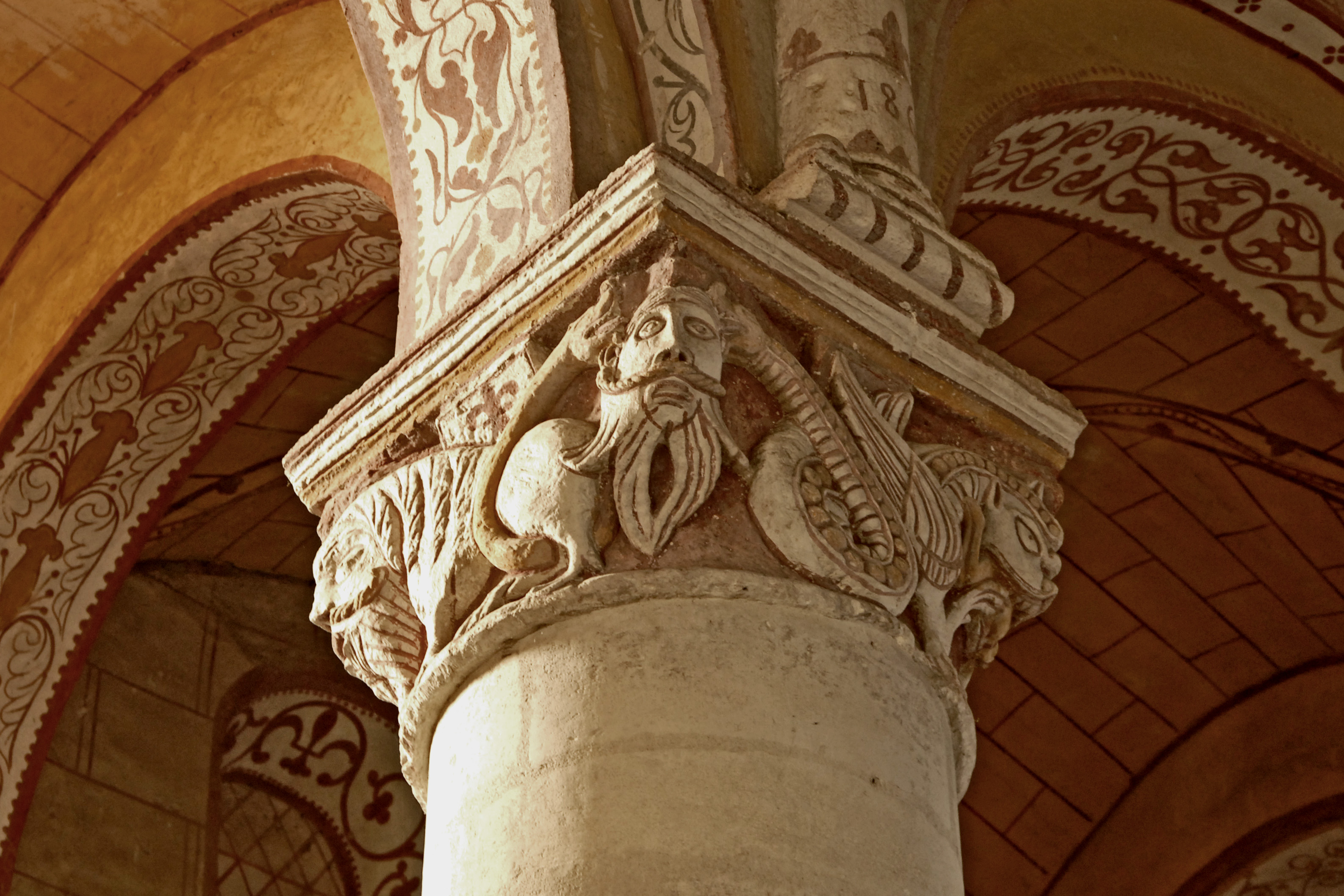
Chapiteau.
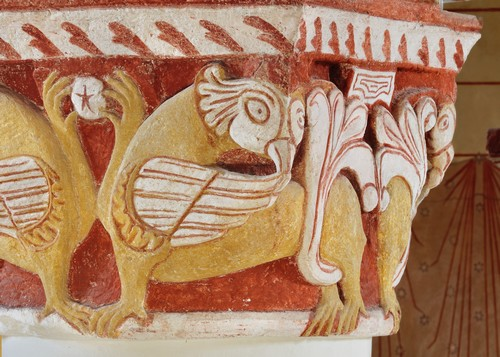
chapiteau avec des griffons

### Patrimoine naturel
Deux sites sont classés comme zones naturelles d'intérêt écologique, faunistique et floristique (ZNIEFF). Ils couvrent 7 % de la surface communale. Il s'agit de la forêt de Lussac et des îles de la Tour au Cognum. Ce dernier est, aussi, classé comme espace naturel sensible (ENS).
Des espaces naturels de la commune bénéficient de protections issues d'engagements internationaux relevant de la directive habitats -faune-flore. Ces espaces représentent 7 % de la surface communale et il s'agit de : la forêt et les prairies de Lussac-les-Châteaux.

#### Arbres remarquables
Selon l'Inventaire des arbres remarquables de Poitou-Charentes, il y a trois arbres remarquables sur la commune qui sont classés comme monument naturel dont :
- un chêne vert et un séquoia géant au lieu-dit la Tour au Cognum,
- un chêne pédonculé au lieu-dit la Matonnerie.